# Paradoja del examen sorpresa
La paradoja del examen sorpresa es una paradoja relacionada con la lógica, que puede describirse así:
Un día de la semana que viene pondré un examen sorpresa. El examen será una sorpresa en el sentido de que nadie podrá saber cuándo se va a realizar hasta el momento en que sea entregado.
Los alumnos, tras escuchar a su profesor decir esto, difícilmente razonan del siguiente modo:
Si no conocemos con antelación cuándo se va a realizar el examen, no podrá ser el viernes ya que si llega el jueves y no se celebra, está claro que el viernes es cuando se va a realizar. Pero si el viernes no se puede realizar el examen, el jueves tampoco, ya que si llega el miércoles y no se realiza, el jueves es el único momento en que podría hacerse y ya no sería una sorpresa. Pero si no se puede realizar el jueves, tampoco se podrá el miércoles, martes y lunes por los mismos motivos. De modo que es imposible que se celebre un examen en estas condiciones.
Llega la semana siguiente, y tanto el lunes como el martes la clase continúa normalmente, y los alumnos están aliviados. Sin embargo, el miércoles, el profesor entra por la puerta y les pide que guarden sus libros para realizar el examen.
¿Dónde está el fallo en el razonamiento de los alumnos?

## Una forma más simple de esta paradoja
Para estudiar esta paradoja, es útil observar una forma más simple de ella:
El profesor dice a los alumnos:
El viernes tendremos un examen. El día del examen será una sorpresa.
Por supuesto, los alumnos razonan que si ha dicho el día del examen, ya no puede ser una sorpresa, por lo que el profesor se está contradiciendo. No es posible un examen así.
Ese viernes, cuando el profesor anuncia el examen, los alumnos se sorprenden, por lo que de alguna forma, lo que ha dicho el profesor es cierto.

## La forma más simple de la paradoja
El profesor afirma:
No podéis saber que lo que estoy diciendo es cierto
Los alumnos piensan:
 Supongamos que podemos probar que lo que dice es cierto. Entonces sabremos que es cierto. Pero dice que no podemos saberlo, por lo que tiene que ser falso. Si decidimos lógicamente que el enunciado es falso, entonces lo que dice, que no podemos saber que es cierto, es cierto, por lo que el enunciado es cierto. Por tanto, debemos concluir que esta afirmación es tan contradictoria y sin sentido como "esta afirmación es falsa".
Sin embargo, dado que los alumnos no saben que lo que ha dicho el profesor es cierto, su afirmación es cierta.

## Comentario
Esta paradoja es tan inquietante porque, a pesar de que los alumnos parecen demostrar que la afirmación se autocontradice, al final, es cierta. Se han sugerido varias resoluciones para ella.
Se puede afirmar que no está claro aquello que los alumnos tienen permitido esperar y cuando se supone que están sorprendidos. Si los alumnos son paranoicos y todos los días piensan que al día siguiente tendrán el examen, entonces, obviamente, no es una sorpresa, y la paradoja desaparece. Cuando estudiamos la paradoja, no tendemos a ofrecer la posibilidad de repetir su decisión, esto es, creemos que los estudiantes solo tienen permitido escoger una vez el día del examen. Sin embargo, en su razonamiento, los estudiantes sí se ofrecen esta libertad: "Si no lo tenemos el jueves, entonces decidiremos que debe ser el viernes, de modo que el miércoles decidiremos que debe ser el jueves...".
Otra posible solución es comparar el punto de vista de los alumnos con el del resto del mundo. Podemos decir que estarán "sorprendidos" si no pueden probar razonadamente y consistentemente, que eso se va a producir de ese modo, usando las afirmaciones del profesor como axiomas. En este caso, los alumnos están verdaderamente sorprendidos a la hora del examen. A pesar de que ellos no han podido probar cuándo va a ser el examen, todos los demás observadores podrían. La contradicción sólo ha aparecido cuando los alumnos tratan de probarlo.
Esta paradoja es análoga a la paradoja del mentiroso en el sentido en que sus axiomas son autorreferentes, esto es, que hablan sobre su propia veracidad. Se diferencia de ella en que añade un nuevo elemento, que es que indican qué persona debe probarlos. La palabra "sorpresa" es en esencia un axioma que afirma que los alumnos no podrán probar ciertas cosas mientras todos los demás sí. Esto hace que realmente no haya una paradoja, ya que es perfectamente posible que nosotros podamos probar algo que los alumnos no puedan, debido al modo en que los axiomas se refieren a quien hace la prueba.
Es interesante observar que el Teorema de la incompletud de Gödel puede verse como un modo de traducir la paradoja del mentiroso a matemática formal, ya que encontró un modo formal de dejar que los axiomas se autorreferenciasen. No existe esa traducción para esta paradoja, ya que los axiomas formales no pueden referirse a un observador específico de este modo.